# Tratatul de la Troyes (1420)
Tratatul de la Troyes a fost un acord prin care regele Henric al V-lea al Angliei și moștenitorii săi vor moșteni tronul Franței la moartea regelui Carol al VI-lea al Franței. A fost semnat oficial în orașul francez Troyes la 21 mai 1420, după campania militară de succes a lui Henric în Franța. Face parte din fundalul celei de-a doua faze a Războiului de 100 de ani câștigat în cele din urmă de francezi în bătălia de la Castillon din 1453 și în care diverși regi englezi au încercat să își stabilească pretențiile la tronul francez.

## Termeni
Tratatul a aranjat căsătoria fiicei lui Carol al VI-lea, Caterina de Valois, cu Henric al V-lea, care a fost făcut regent al Franței și a fost recunoscut (împreună cu viitorii săi fii) ca succesor al tronului francez. Delfinul Carol al VII-lea al Franței a fost scos de pe lista succesiunii. Stările Generale ale Franței au ratificat acordul mai târziu în acel an, după ce Henric al V-lea a intrat la Paris.

## Context
Regele francez Carol al VI-lea a suferit crize de nebunie mare parte a domniei sale. Henric al V-lea a invadat Franța în 1415 și a produs o înfrângere zdrobitoare francezilor la Azincourt. În 1418 ducele Ioan Neînfricatul al Burgundiei, ale cărui interese politice și economice favorizau un acord cu englezii, a ocupat Parisul. Un an mai târziu a fost ucis de adversarii săi Armagnac în timpul a ceea ce el credea că este o întâlnire diplomatică cu delfinul Carol pe podul de la Montereau. Fiul său, Filip cel Bun, a format o alianță cu englezii și a negociat tratatul cu regele englez.
Isabeau de Bavaria, soția lui Carol al VI-lea, a cărei participare la negocieri a fost doar formală, a fost de acord cu tratatul de dezmoștenire a fiului ei, în speranța că, dacă dinastiile se vor uni prin Henric al V-lea, războiul ar putea fi încheiat și va lăsa Franța în mâinile unui rege abil.
Au existat zvonuri anterioare potrivit cărora regina ar fi avut o aventură cu Ludovic I, Duce de Orléans, cumnatul ei. Aceste zvonuri au fost preluate cu bucurie de principalul rival al lui Ludovic, Ioan Neînfricatul, care îl asasinase pe ducele de Orléans în 1407. Burgunzii au promovat zvonul că Carol era un bastard. Cu toate acestea, o astfel de declarație nu putea fi înregistrată într-un tratat fără a ofensa onoarea regelui Franței. Astfel, dezmoștenirea delfinului, în ceea ce privește tronul francez, s-a bazat pe ale sale crimes enormes (infracțiuni capitale), fiind acuzat că ar fi ordonat asasinarea lui Ioan Neînfricatul.
Dezmoștenirea lui Carol a primit o sancțiune juridică suplimentară după ce s-a declarat regent pentru Carol al VI-lea în rivalitate cu regența declarată de Henric al V-lea. Delfinul a fost chemat la o audiere legală în 1420 sub acuzația de lezmajestate. Când nu a apărut, o curte pariziană în 1421 l-a găsit pe delfinul Carol vinovat de trădare și l-a condamnat la dezmoștenire și alungare din regatul Franței, pierzând toate privilegiile asupra pământului și a titlurilor.

## Urmări
Tratatul a fost subminat de moartea atât a lui Carol al VI-lea, cât și a lui Henric al V-lea în decurs de două luni unul după celălalt în 1422. Copilul Henric al VI-lea al Angliei a devenit rege atât al Angliei, cât și al Franței, dar delfinul Carol a revendicat și tronul Franței la moartea tatălui său - deși a condus doar o regiune a Franței centrată pe Bourges și a fost denumit în mod derizoriu „regele de Bourges” de către adversarii săi.
Condițiile Tratatului de la Troyes au fost ulterior confirmate încă o dată prin Tratatul de la Amiens (1423), când Burgundia și Bretania au confirmat recunoașterea lui Henric al VI-lea ca rege al Franței și au convenit să formeze o triplă alianță defensivă împotriva delfinului Carol. Cu toate acestea, cursul războiului s-a schimbat dramatic în 1429, în urma apariției Ioanei d'Arc ce comanda forțele armate al familiei de Valois. Au ridicat asediul asupra orașului Orléans și apoi s-au îndreptat spre Reims, locul tradițional unde erau încoronați regii Franței, unde fostul delfin a fost încoronat drept Carol al VII-lea al Franței. În 1435, Carol a semnat Tratatul de la Arras cu burgunzii, în care aceștia recunoșteau și avizau pretențiile sale la tron.
Victoria militară a lui Carol al VII-lea asupra lui Henric al VI-lea a făcut ca tratatul să fie discutabil. O încercare finală de preluarea a tronului francez a fost făcută de Eduard al IV-lea al Angliei în 1475, dar a acceptat pacea cu Ludovic al XI-lea prin Tratatul de la Picquigny. Regii Angliei au continuat să revendice nominal coroana Franței până în 1801, deși acest lucru nu a fost niciodată urmărit în mod serios. Ultimul lor teritoriu de pe continentul francez, orașul Calais, a fost pierdut în fața Franței în 1558.